# HMS Carysfort (1914)
Pour les autres navires du même nom, voir HMS Carysfort.
Le HMS Carysfort est un croiseur léger de classe C construit pour la Royal Navy pendant la Première Guerre mondiale. Il fut l’un des six navires de la sous-classe Caroline et fut achevé en 1915. Affecté à la Grand Fleet, à la Force de Harwich et à la Patrouille de Douvres pendant la guerre, le HMS Carysfort servit de navire amiral pendant une partie de la guerre. Son seul combat connu fut une courte bataille contre les torpilleurs allemands dans la Manche, bien qu’il ait été très actif en patrouillant dans la mer du Nord et en cherchant sans succès des navires allemands. Après la guerre, le HMS Carysfort a été affecté à la Home Fleet et à la Atlantic Fleet. Il a été envoyé à la Mediterranean Fleet pendant l'affaire de Tchanak de 1922-1923 pour soutenir les intérêts britanniques en Turquie. En 1922, il patrouillait au large des côtes irlandaises pendant la guerre civile irlandaise. Après son retour au pays en 1923, le navire a été placé en réserve et a transporté des troupes à l’étranger. Il est resté en réserve jusqu’à ce qu’il soit vendu à la ferraille en 1931.

## Construction
Les croiseurs de classe C étaient destinés à escorter la flotte et à la défendre contre les destroyers ennemis qui tentaient de se rapprocher à portée de torpille. Commandés en juillet-août 1913 dans le cadre du Programme naval de 1913-1914, les navires du groupe Caroline étaient une version agrandie et améliorée des croiseurs de classe Arethusa précédents. Ces navires avaient une longueur de 136 m, avec un maître-bau de 12,6 m et un tirant d'eau moyen de 4,9 m. Leur déplacement était de 4 287 tonnes à charge normale et 4 809 tonnes à pleine charge. Le HMS Carysfort était propulsé par quatre turbines à vapeur Brown-Curtis à propulsion directe, chacune entraînant un arbre d'hélice, qui produisaient un total de 40 000 ch (30 000 kW). Les turbines utilisaient de la vapeur produite par huit chaudières Yarrow, ce qui lui donnait une vitesse de 28,5 nœuds (52,8 km/h). Il transportait 931 tonnes de mazout. Le navire avait un équipage de 301 officiers et autres grades.
L’armement principal du HMS Carysfort se composait de deux canons Mk XII de 6 pouces (152 mm) qui étaient montés sur l’axe à l’arrière, avec un canon surplombant le canon arrière. Son armement secondaire se composait de huit canons Mk IV QF 4 (102 mm), quatre de chaque côté, une paire en avant du pont, une autre paire sur le gaillard d'avant et les deux autres paires un pont plus bas au milieu du navire. Pour la lutte antiaérienne, il était équipé d’un canon QF de 6 livres 2,2 pouces (57 mm). Le navire avait également deux affûts jumeaux, au-dessus de l’eau, pour des tubes lance-torpilles de 21 pouces (533 mm), un sur chaque flanc. Les navires du groupe Caroline étaient protégés par une ceinture blindée au milieu du navire dont l’épaisseur allait de 1 à 3 pouces (25 à 76 mm) et un pont blindé de 1 pouce (25 mm). Les murs de leur passerelle étaient de 6 pouces d’épaisseur.

### Modifications en temps de guerre
Quelques semaines après son achèvement, son canon antiaérien de 6 livres a été remplacé par un canon antiaérien Ordnance QF 3 livres de 47 mm Vickers Mk II. Entre août et octobre 1916, sa paire de canons de 4 pouces a été remplacée par un autre canon de 6 pouces et un canon QF Mk V de 4 pouces a remplacé son canon antiaérien de 3 livres. En 1917, ses canons arrière de 4 pouces ont été remplacés par une autre paire de tubes lance-torpilles de 21 pouces. En 1917-1918, son mât poteau a été remplacé par un mât tripode qui a été équipé d’une direction d'artillerie. En novembre 1918, son canon AA et une paire de canons de 4 pouces ont été remplacés par une paire de canons QF 3 de 20 cwt (76 mm)[Note 1] AA qui bavaient le pont, où se trouvaient à l’origine les canons de 4 pouces. Un autre canon de 6 pouces a été ajouté à l’abri des cheminées en mars-avril 1919 en lieu et place de ses derniers canons de 4 pouces. Entre 1919 et 1924, le navire reçut une paire de canons Mk II de 40 mm sur des affûts simples. Tous ces changements nuisent à la stabilité du navire et les tubes lance-torpilles supplémentaires de 21 pouces et la position de commande arrière ont été enlevés à la fin de 1921.

## Histoire
Le HMS Carysfort, le quatrième navire de son nom dans la Royal Navy, a été construit par Pembroke Dockyard à Pembroke Dock, Pays de Galles, ou par Hawthorn Leslie and Company à Tyneside, Angleterre,. Sa quille a été posée le 25 février 1914, il a été lancé le 14 novembre 1914 et achevé en juin 1915.

### Première Guerre mondiale
Mis en service en juin 1915, le HMS Carysfort est affecté à la 4e Escadre de croiseurs légers de la Grand Fleet en août 1915.
Au début du mois, l’escadre est envoyée patrouiller au large des côtes de Norvège à la recherche du corsaire allemand Meteor qui tente de retourner en Allemagne. Bien que l’escadre ne l’ait pas retrouvé, le navire allemand a été forcé de se saborder le 9 août par d’autres croiseurs britanniques pour éviter d’être capturé. En avril 1916, le HMS Carysfort relève son sister-ship HMS Conquest, endommagé, au sein de la 5e Escadre de croiseurs légers de la Harwich Force, qui opère en mer du Nord, pour garder les approches orientales du pas de Calais et de la Manche. Il ne participe donc pas à la bataille du Jutland un mois plus tard . En mai, le navire participe à des essais de remorquage avec le dirigeable C 1 de classe côtière.
Dans la soirée du 22 juillet 1916, le HMS Carysfort était le navire amiral du commodore Reginald Tyrwhitt, commandant de la Force de Harwich, alors qu’il emmenait le Carysfort, son sister-ship Canterbury et huit destroyers en mer pour patrouiller les voies maritimes entre Felixstowe et la côte néerlandaise. Tyrwhitt a divisé ses forces pour couvrir les deux routes concernées et vers 1 h 15 du lendemain matin, il a rencontré trois torpilleurs allemands en route pour attaquer la navigation marchande dans cette zone. Gênés par une bourrasque de pluie inopportune et un écran de fumée allemand, les navires de Tyrwhitt n’ont pu engager les Allemands que peu de temps avant de se désengager. Tyrwhitt ordonna alors au Canterbury et à son escorte d’intercepter les Allemands en fuite. Ils ont repéré six torpilleurs environ une demi-heure plus tard et ont ouvert le feu à 2 h 2. La visibilité était mauvaise en raison d’un autre écran de fumée émis par les Allemands et les navires britanniques ont été forcés de se désengager sans infliger de dégâts à 2 h 25 alors qu’ils approchaient d’un champ de mines .
Le 19 août, la Harwich Force a fait une sortie pour tenter d’intercepter un raid allemand sur Sunderland. Les Britanniques avaient décodé les messages radio allemands et savaient que la Hochseeflotte (flotte de haute mer) avait appareillé, mais ne connaissaient pas sa cible ou son but et n’avaient pas réussi à localiser les Allemands. En revanche, les Zeppelins de reconnaissance allemands avaient repéré la Force Harwich à plusieurs reprises, mais l’avaient signalé comme une force de cuirassés et de croiseurs, quand, en réalité, elle se composait de croiseurs et de destroyers. Ces rapports, cependant, ont convaincu l’amiral Reinhard Scheer, commandant de la flotte de haute mer, d’abandonner son attaque et de faire demi-tour. Les pertes subies par les sous-marins et les mines pendant l’opération persuadant les Britanniques qu’il était trop risqué de déployer des forces majeures dans la partie sud de la mer du Nord. Cela a laissé la défense de la partie sud de la côte anglaise uniquement aux forces de défense locales comme la Force de Harwich. Cette politique a été testée lorsque Scheer a tenté un autre raid les 18 et 19 octobre 1916. La force de Tyrwhitt a reçu l’ordre de prendre la mer sur la base des signaux radio allemands, mais n’a pas localisé les Allemands. Scheer fait demi-tour après qu’un de ses croiseurs a été torpillé par un sous-marin britannique et la Flotte de haute mer n’ait plus jamais fait de sortie en force en mer du Nord.
Quelques jours plus tard, la Force de Harwich est sortie dans la nuit du 23 au 24 octobre en réponse au transfert allemand de deux flottilles de torpilleurs à Zeebruges, en Belgique occupée, mais n’a pas pris contact avec les navires allemands. L’Amirauté ordonna à Tyrwhitt de détacher le HMS Carysfort et quatre destroyers pour renforcer la patrouille de Douvres du vice-amiral Reginald Bacon, craignant que le transfert ne soit en préparation d’une attaque concertée contre la navigation protégée par ce dernier. Trois nuits plus tard, les destroyers allemands nouvellement arrivés ont fait exactement ce que l’Amirauté craignait et ont attaqué. Le HMS Carysfort n’a joué aucun rôle dans l’action qui en a résulté, mais a été maintenu en réserve et a aidé à rechercher les navires endommagés le lendemain matin. Les destroyers allemands ont commencé une nouvelle attaque dans la nuit du 20 au 21 avril 1917 et furent chassés, perdant deux destroyers, sans l’intervention du croiseur.
En octobre, le HMS Carysfort avait rejoint la 5e Escadre de croiseurs légers et participé à la recherche infructueuse d’une paire de croiseurs légers allemands qui détruisirent un convoi britannique revenant de Norvège le 17 octobre. En décembre, le HMS Carysfort entre en collision avec le navire marchand SS Glentaise en mer du Nord au large d’Orford Ness, Suffolk, Angleterre. En mai 1918, il est le navire amiral de la 7e Escadre de croiseurs légers et reste avec l’escadre jusqu’à la fin de la Première Guerre mondiale en novembre 1918 et au moins jusqu’au 1er février 1919.

### Après-guerre
Le 18 juillet 1919, le HMS Carysfort avait été réaffecté à la 2e Escadre de croiseurs légers de la Home Fleet. Il reste avec l’escadre au fur et à mesure que la Home Fleet est fusionnée avec la flotte de l’Atlantique au moins jusqu’au 18 décembre 1920. En 1922, il patrouille au large des côtes irlandaises pendant la guerre civile irlandaise. Il est détaché dans les eaux turques en septembre pour soutenir les intérêts britanniques pendant l'affaire de Tchanak et y reste jusqu’en avril 1923. Il est déclassé et placé en réserve à Devonport en septembre.
En septembre 1924, le HMS Carysfort est de nouveau mis en service pour le transport de troupes. Il  devient le navire amiral de la réserve de Devonport en 1927. Il transporta des troupes en Chine de février à juillet 1929, puis redevint navire amiral de la réserve de Devonport en janvier 1930, servant à ce titre jusqu’à ce qu’il soit relevé par son sister-ship Comus en avril 1931, lorsque le HMS Carysfort fut déclassé et placé sous contrôle naval à Devonport. Le navire a été vendu à la ferraille quatre mois plus tard.